# المجلس الوطني الاستشاري
المجلس الوطني الاستشاري هو مجلس جرى تأسيسه مباشرة بعد استقلال المغرب بموجب مرسوم ملكي من قبل الملك الراحل محمد الخامس في 3 غشت 1956، ضم المجلس 76 عضوا منبثقين من الحركة الوطنية المغربية بالإضافة إلى علماء ونخبة المثقفين والنقابيين الذين وقع اختيارهم من قبل الملك الراحل آنذاك، حيث شكل حزب الاستقلال غالبية المجلس برئاسة السياسي المهدي بن بركة الذي جرى انتخابه في 16 نونبر 1956.

## صلاحيات المجلس
بموجب الفصل الثاني من ظهير تأسيسه، لم يكن للمجلس أي صلاحيات تشريعية أو تقريرية بل شغل المجلس دورا استشاريا في كل ما يقتضي نظر الملك استشارته بخصوصها من قضايا الميزانية العامة وملحقاتها والشؤون السياسية والاقتصادية والاجتماعية، بالإضافة إلى دوره الرقابي على الحكومة من خلال الأسئلة والملتمسات والمناقشات السياسة، في 15 نوفمبر 1958، تمخض عن المجلس قانون الحريات العامة المتضمن لثلاث تشريعات تتعلق بظهير تكوين الجمعيات وظهير التجمعات العمومية وقانون حرية الصحافة، لكن تصدع حزب الاستقلال داخليا ساهم في إنهاء المجلس الوطني الاستشاري بعد ثلاث سنوات من تأسيسه في ماي 1959.
بالرغم من تفكك المجلس، إلا أنه ساعد في مراكمة مشاريع قانون ساهمت في إصدار ترسنة تشريعات أعطت مضمونا للملكية الدستورية أبرزها إصدار القانون المنظم للانتخابات وقانون انتخاب المجالس البلدية والقروية في فاتح سبتمبر 1958، ثلاها القانون المنظم للجماعات البلدية والقروية في 23 نوفمبر 1960.

## تركيبة المجلس
تكون المجلس من 76 عضوا وقع اختيارهم من قبل الملك، شكل حزب الاستقلال غالبية المجلس برئاسة السياسي المهدي بن بركة الذي جرى انتخابه في 16 نونبر 1956 بالإضافة إلى علماء ونخبة المثقفين والنقابيين.

### الهيكلة
| المنصب                      | الشخصية                                                      |
| --------------------------- | ------------------------------------------------------------ |
| رئيس المجلس                 | - المهدي بن بركة                                             |
| نائب الرئيس                 | - المحجوب بن الصديق - التهامي عمار                           |
| أمناء المجلس                | - الهاشمي بناني - الدكتور بناني                              |
| مستشاري المجلس              | - الحاج أحمد المذكوري - الفقيه الحاج محمد داود - أحمد أولحاج |
| رئيس اللجنة السياسية        | - أحمد مكوار                                                 |
| رئيس لجنة الشؤون الاجتماعية | - الطيب بن بوعزة وبنسالم جسوس                                |
| رئيس لجنة الميزانية         | - محمد العراقي                                               |

### الأعضاء
| الحزب أو الهيئة                                  | الشخصيات | عدد المقاعد | ملاحظات |
| ------------------------------------------------ | --- | ----------- | --- |
| حزب الاستقلال                                    | المهدي بن بركة - أحمد مكوار - محمد غازي - علي بوعيدة - عبد العزيز بن دريس - مولاي عبد الله بن محمد العلوي - أبو بكر القادري - محمد طنانة - الحاج محمد البعمراني - الدكتور بناني | 10          | في 5 نونبر 1957 جرى تعويض أحمد بن منصور النجاعي في مكان أصبح محمد غازي سفيرا للمغرب بالسعودية وجرى تعويضه بأحمد بن منصور النجاعي، كما جرى تعيين محمد بن محمد بن شقرون مكان محمد العمراني الذي عين عاملا بمدينة أكادير |
| حزب الشورى والاستقلال                            | علي الكتاني - الداودي محمد - حمزة العراقي - محمد فاضل - أحمد معنينو - إبراهيم الهلالي | 6           | |
| شخصيات مستقلة                                    | محمد المكي الناصري - لوسيان بن سيمون - الحاج عابد السوسي - أحمد الجندي - عبد اللطيف الصبيحي - عبد الله الصبيحي | 6           | |
| الاتحاد المغربي للشغل                            | الطيب بن بوعزة - عبد الرزاق محمد - المحجوب بن الصديق - محمد التباري - الحسين حجب - محمد الشوفاني - المهدي الورزازي - الهاشمي بناني - إدريس المذكوري، - مختار البارودي | 10          | |
| الهيئات الفلاحية                                 | متمثلة في - الحسين ولد يحيى بن اليماني - أحمد المذكوري - بوشعيب الجبلي - الحاج إبراهيم بن المامون - مولاي مصطفى بن شريف العلوي - عبد القادر بوعنان - إبراهيم السنوسي - الحاج محمد برشيد - التهامي بن قدور بن زوينة - محمد بن إبراهيم - موسى بن بوشعيب الدكالي - إدريس بن شقرون - حمو اسكور - صلاح موحى اوطالب - موحا أوحدو - الشاهد الوزاني - محمد ولد العيساوي - عمر بن القايد العيادي) | 18          | بعد تعيين موحا أوحدو قائدا ترك مكانه للحاج الجيلاني خربيش، بينما حل الحسين غاع مكان الحاج محمد بن إبراهيم. |
| هيئات التجارة والصناعة                           | محمد العراقي، احمد أولحاج، عمر الدويري، محمد الدباغ، مبارك الجديدي الفرجي، جو أوحنا، داوود بن أزراف، عبد الحي العراقي، عبد الكريم الهلالي | 9           | |
| هيئات المهندسين في الصناعة والفلاحة              | عبد الهادي صبيحي - أحمد تازي | 2           | |
| الهيئات الخاصة بالأطباء والصيادلة وأطباء الأسنان | محمد الحلو - بنسالم جسوس - عبد السلام حراقي) | 3           | |
| الهيئات الثقافية                                 | التهامي عمار - أحمد مدينة | 2           | بعد تعيين أحمد مينة كاتبا عاما لعمالة تطوان حل محله عبد الرحمان القادري عن الاتحاد الوطني لطلبة المغرب |
| المحامون                                         | جاك الكايم | 1           | |
| العلماء                                          | الشيخ ماء العينين محمد - محمد بن الطاهر اليفراني - شلومو بن السباط (كبير أحبار رجال الدين اليهودي) - الحاج محمد تطواني - محمد داوود | 5           | ومن بين العلماء (محمد بن محمد عرماس مكان الحاج محمد بن الطاهر الإفراني الذي توفي. |
| محام لدى المحاكم الشريفية                        | عبد السلام الورديغي | 1           | |

## عمل المجلس
بموجب ظهير المجلس حددت مدة انتخاب أعضاء المجلس في سنتين قابلة للتجديد، فيما تعقد جلسات تسيير المجلس في دورتين عاديتين كل سنة (دورة ربيعية ودورة خريفية) أو دورات غير اعتيادية إن اقتضى الحال ذلك. ولا يمكن أن يعقد جلسة إلا بحضور ثلثي أعضائه.

## معلومات
1. ↑  أنظر عبد الرحمان القادري، كتاب الوجيز في المؤسسات السياسية والقانون الدستوري - النظم السياسية، مرجع سابق، ص 194-193، ورقية المصدق، القانون الدستوري والمؤسسات السياسية، ط2، دار توبقال للنشر، المغرب، ص 33-32
2. ↑  أحمد بنكوكوس، النظم السياسية، جامعة الحسن الأول، وجدة، المغرب 1992-1993، مرجع سابق، ص 121